# Gerardo Melgar Viciosa
Gerardo Melgar Viciosa (Cervatos de la Cueza, Palencia; 24 de septiembre de 1948) es un eclesiástico español. Fue obispo de Osma-Soria (2008-2016) y de Ciudad Real (2016-2025) sucesivamente.

## Biografía

### Formación y sacerdocio
Realizó sus estudios eclesiásticos de Humanidades, Teología y Filosofía en los seminarios menor y mayor de Palencia. Fue ordenado presbítero en Palencia el día 20 de junio del año 1973. Un año más tarde, entre 1974 y 1976, se trasladó a Roma donde se licenció en Teología por la Pontificia Universidad Gregoriana.
Como sacerdote comenzó a trabajar de cura ecónomo en las poblaciones palentinas de Polentinos, Vañes, San Felices de Castillería, Celada de Roblecedo y Herreruela de Castillería, fue coadjutor en la parroquia de San Lázaro de Palencia, y entre los años 1977 y 1982 fue formador en el Seminario Menor de Palencia y desde ese último año pasó a ser el rector hasta el año 1987.

### Trayectoria
Más tarde desempeñó diferentes funciones pastorales en la diócesis de Palencia, como la de vicario parroquial, vicario pastoral, párroco, confesor ordinario en el Seminario Menor y delegado diocesano pastoral y familiar.
En el mes de agosto de 2005 fue nombrado vicario general de la diócesis de Palencia, tomando posesión del cargo el día 10 de septiembre de 2006 por el nuevo obispo de la diócesis José Ignacio Munilla Aguirre. Durante este periodo, el 21 de enero del año 2006, fue el administrador apostólico de Palencia, sucediendo a Rafael Palmero Ramos tras su nombramiento como obispo de Orihuela-Alicante, donde sucedió a Vicente Jiménez Zamora.
Posteriormente, el 1 de mayo del año 2008, el papa Benedicto XVI lo nombró obispo de la diócesis de Osma-Soria, recibiendo la ordenación episcopal el 6 de julio del mismo año, a manos del entonces nuncio apostólico en España Manuel Monteiro de Castro, y teniendo como coconsagrantes en la ceremonia de ordenación al arzobispo de Burgos Francisco Gil Hellín y al entonces obispo de Orihuela-Alicante, Rafael Palmero Ramos.
En la Conferencia Episcopal Española (CEE) es miembro desde el año 2011 de la Comisión Episcopal de Apostolado Seglar y asimismo miembro de la Subcomisión para la Familia y Defensa de la Vida.
El 8 de abril de 2016 fue nombrado por el papa Francisco obispo de Ciudad Real, tomando posesión de la diócesis el 21 de mayo y oficiando su primer acto litúrgico el domingo 22 de mayo en Bolaños de Calatrava, para celebrar el 50 aniversario de la coronación canónica de Nuestra Señora del Monte.
El 9 de julio de 2025 fue aceptada su renuncia al gobierno pastoral de la diócesis de Ciudad Real, por límite de edad. Ejerció de administrador apostólico sede vacante de la misma hasta el 27 de septiembre de 2025.

## Escudos episcopales
| Obispo de Osma-Soria | Obispo de Ciudad Real |
| -------------------- | --------------------- |
|                      |                       |